# Fred A. Leuchter
Frederick A. (Fred) Leuchter, Jr. (ur. 1943 w Massachusetts) – technik i konstruktor wielu urządzeń, służących do wykonywania kary śmierci w USA. Znany jako świadek obrony na procesie Ernsta Zündela, w którym, podważył możliwości masowego uśmiercania ludzi za pomocą gazu Cyklon B w oświęcimskich komorach gazowych. Swoje twierdzenia oparł na wynikach wizyt w byłych obozach w Oświęcimiu i Brzezince (łącznie trzy dni) oraz Majdanku (jeden dzień) w 1988 r. Tzw. Raport Leuchtera jest często cytowany przez publicystów głoszących tezę, że Holocaust nie miał miejsca w takiej skali, jaka jest oficjalnie przyjmowana (patrz: Kłamstwo oświęcimskie). 
Leuchter zbudował m.in. pierwsze urządzenia do wykonywania zastrzyku trucizny oraz nowe krzesło elektryczne dla stanu Tennessee (ostatnio użyte w 2018 roku). Nie zajmował się natomiast konstrukcją komór gazowych.
Publiczne wystąpienia doprowadziły Leuchtera do kompromitacji i ruiny, o spowodowanie których oskarżył kilkakrotnie rzekomą konspirację żydowską, kierowaną z Paryża przez Beate Klarsfeld. W 1991 roku został aresztowany i wydalony z Wielkiej Brytanii. Leuchter był też tematem filmu "Mr. Death. A rise and fall of Fred Leuchter".